# Bordy Bella
Bordy Bella (eredeti nevén Bordé Izabella) (Gyula, 1909. november 21. – Budapest, 1978. június 28.) magyar balett-táncosnő, színésznő, táncpedagógus. Az Operaház egyik legkiválóbb balerinája volt, aki színésznőként prózai darabokban, operettekben és filmekben is illúziókeltő alakítást nyújtott.

## Élete
Szülei Bordé István tanító és Glacz Erzsébet voltak, vallása evangélikus. 15 éves korában (1924) lett az operaház ösztöndíjasa. Itt mesterei Brada Ede, Jan Ciepliński és Nádasi Ferenc voltak. Színészmesterséget Both Bélánál tanult. Luxemburgban is képezte magát. Már 1930-ban szólót táncolt, de csak 1932-ben nevezték ki magántáncossá. 1935-ben ösztöndíjjal Párizsban tanult Lubov Egorovánál. 1938-ban fellépett az angol tv-ben. 1938-1961 között számos filmszerepet is vállalt, bár színészi képességei alatta maradtak elismert balett-tudásának. 1940 és 1944 között rendszeresen szerepelt prózai darabokban a Madách Színházban. 1965-ben  visszavonult a színpadtól és Bécsben vállalt mozgástechnika tanítást.
Főként a magyaros jellegű balettek karakterszerepeiben aratott sikert (Csizmás Jankó, Csárdajelenet, Keszkenő), de szerepelt olyan művekben is, mint a Lysistrate vagy a József-legenda.
Sírja a Farkasréti temetőben található.

## Szerepei
A Színházi Adattárban regisztrált bemutatóinak száma: 10.
- Bayer: A babatündér – Iluska
- Casella–Harangozó Gyula: A korsó – Neila
- Darvas József: Szakadék – Horváth Klári
- Claude Debussy–Jan Cieplinski: A játékdoboz — Baba
- Eisemann Mihály: Fekete Péter – Colette
- Gvadányi József: Peleskei nótárius – Maris
- Aram Hacsaturján: Gajane – Tánya
- Kacsóh Pongrác: János vitéz – Udvarhölgy
- Kenessey Jenő: A keszkenő – Csaplárosné
- Kenessey Jenő: Bihari nótája – Eszti
- Komjáti Károly: Ipafai lakodalom – Mandula Manci
- Liszt Ferenc–Jan Cieplinski: Magyar ábrándok – Matyó menyasszony
- Szergej Prokofjev-Leonyid Mihajlovics Lavrovszkij: Romeo és Júlia – A dajka
- Rajter Lajos (Ludovit): Pozsonyi majális – Pozsonyi patricius házaspár bájos fiatal leánya
- William Shakespeare: Szentivánéji álom – Puck
- Bedřich Smetana: Az eladott menyasszony – Szólótáncos
- Richard Strauss–Jan Cieplinski: József-legenda – Putifárné
- Szirmai Albert: Mézeskalács – Örzsi

## Filmjei
- Piros bugyelláris (1938)
- Uz Bence (1938)
- A varieté csillagai (1939)
- Két lány az utcán (1939)
- Cserebere (1940)
- Tokaji aszú (1941)
- András (1941)
- Az intéző úr (1941)
- Szerető fia, Péter (1942)
- Éjféli gyors (1942)
- Viharbrigád (1943)
- Magyar kívánsághangverseny (1943)
- Szerelmes szívek (1944)
- Délibáb minden mennyiségben (1962)

## Díjai
- Kormányzói koronás bronz érem (1942)[4]
- Érdemes művész (1959)